# Marvin Pipkin
Pour les articles homonymes, voir Pipkin.
Marvin Pipkin, né le 18 novembre 1889 et mort le 7 janvier 1977, est un chimiste, ingénieur et scientifique américain. Pendant sa carrière dans l'armée des États-Unis, il travaille sur des innovations sur les masques à gaz. utilisés par les soldats ainsi que par le public pendant la Première Guerre mondiale pour se protéger des armes chimiques. Ses améliorations continuent d'être utilisées tout au long du XXe siècle.
Dans sa vie civile, Pipkin invente un procédé pour givrer l'intérieur des ampoules à incandescence afin de réduire l'éblouissement et de mieux diffuser la lumière. Ce processus a pour effet secondaire de fabriquer une enveloppe de verre plus solide resistant beaucoup mieux à la manipulation. Il continue ensuite à réaliser de nombreuses autres améliorations de l'ampoule. Ses brevets sont développés pour la populaire série d'ampoules Soft-White de General Electric. Il possédait également des brevets pour l'ampoule flash photographique.

## Jeunesse et éducation
Quatrième d'une fratrie de six enfants, Pipkin est né le 18 novembre 1889, au sud de Lakeland, en Floride, dans une banlieue appelée Christina. Ses parents sont Daniel M. Pipkin et Sarah Catherine (Moore) Pipkin. Son père possède une plantation d'agrumes et est agriculteur. Pipkin fréquente l'école primaire de Lakeland et est diplômé de la Bartow High School à Bartow, en Floride. Un de ses camarades de classe note alors qu'il en savait plus sur la chimie que tout le reste de sa classe réuni.
Le premier emploi de Pipkin est dans une entreprise de prospection, où il travaille pendant un an. Par la suite, il travaille à l'International Mineral and Chemical Corporation de Bartow, où il est entouré de personnes ayant fait des études universitaires. Il décide en conséquence d'aller à l'université afin d'élargir les idées qu'il avait sur certaines théories de la chimie. Il fréquente l'Université d'Auburn, à l'époque connue sous le nom d'Alabama Polytechnic Institute, où il obtient un diplôme en génie chimique en 1913. Pipkin travaille ensuite pendant un an dans un laboratoire d'engrais, après quoi il retourne à l'API pour y obtenir sa maîtrise en 1915. Il fréquente finalement la Case Western Reserve University à Cleveland, où il obtient un doctorat en chimie.

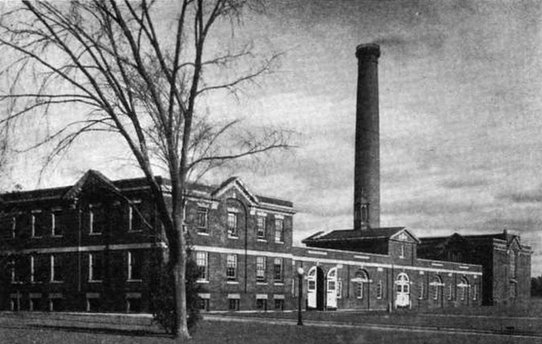
Nela Operating Building, vers 1920.

## Carrière
Pipkin s'enrôle dans l'armée américaine à Jacksonville, en Floride, le 5 novembre 1917. Parce que les Allemands utilisent le gaz comme arme chimique pendant la Première Guerre mondiale, la recherche les masques à gaz est d'une grande priorité. Grâce à sa formation en chimie, Pipkin est affecté au département de la défense des gaz de l'armée au Nela Park de General Electric à Cleveland. Il y est promu au grade d'ingénieur principal de grade supérieur. 
Les principes d'innovations incorporés dans les masques à gaz qu'il crée restent en usage tout au long du vingtième siècle. Pipkin reste à Nela Park en tant que chercheur après la guerre. Il est ensuite affecté dans le département de développement des ampoules de General Electric.

## Innovations en matière d'ampoules
Les lampes à incandescence transparentes dégagent une lumière vive, ce qui est désagréable pour de nombreuses personnes, et rend également difficile de voir les objets proches de la lampe. En 1920, General Electric développe une ampoule de 30 watts avec une gravure extérieure comme effet de glaçage. Elle diffuse efficacement la lumière pour la rendre plus douce ; cependant, l'intensité de la lumière produite diminue de 15 à 25 %. Un autre problème avec la lampe est que les fluorures utilisés dans la gravure attaquent le filament de tungstène et que la gravure externe de l'ampoule globe l'affaiblissait. La surface extérieure rugueuse recueille par ailleurs la poussière et la saleté, étant difficile à nettoyer. Les bulbes gravés sont aussi cassants même lors d'une manipulation ordinaire.
Lorsque Pipkin arrive dans la division des ampoules pour General Electric, on lui confie comme une blague la tâche prétendument impossible de trouver un moyen de givrer les ampoules électriques à l'intérieur sans affaiblir le verre. Ne sachant pas que cette mission était considérée comme impossible, il s'acquitte alors de la tâche. Pipkin produit ainsi un procédé innovant de gravure à l'acide pour l'intérieur du globe d'une lampe électrique afin qu'il ne détériore pas le globe de verre de la lampe . Il s'agit d'un processus acide en deux étapes gravant l'intérieur du verre avec de minuscules crevasses comme dans la procédure normale, mais il ajoute une deuxième étape acide qui crée des fossettes douces et arrondies dans les crevasses. Avec cette innovation, la perte de diffusion de la lumière devient minimale. Il laisse aussi l'extérieur du globe de la lampe en verre lisse afin qu'il ne retienne pas la poussière comme celles gravées à l'extérieur . 
La première ampoule électrique givrée à l'intérieur avec une résistance suffisante pour une manipulation ordinaire, et qui pourrait être vendue au public, est inventée par Pipkin en 1925  . Le brevet n° 1 687 510 est délivré à Pipkin le 16 octobre 1928. Le 5 novembre 1945, cependant, la Cour suprême des États-Unis invalide le brevet, au motif que l'invention revendiquée n'est pas suffisamment originale.
Cette idée d'avoir un deuxième traitement pour lisser la texture à grain fin jusqu'aux fossettes lui vient par hasard. Pipkin nettoyait souvent les bulbes expérimentaux avec une autre solution de l'acide, mais dans une solution plus faible. S'il laissait l'ampoule remplie pendant un certain temps avec cette solution plus faible, il finissait par nettoyer la gravure précédemment effectuée et ramenait le globe de verre à son état transparent. Cela lui permettait de répéter une expérience de gravure le jour suivant. Un jour, alors qu'il verse la solution la plus faible dans une ampoule, le téléphone sonne. En train de répondre, il renverse accidentellement l'ampoule avant qu'elle n'ait eu le temps de finir de nettoyer la gravure précédente. Lorsqu'il est retourne à son travail, il fait de nouveau accidentellement tomber l'ampoule de verre de l'établi sur le sol. À sa grande surprise, elle ne se brise pas comme le font normalement les ampoules gravées, mais a rebondi plusieurs fois. 
Pipkin est ainsi surpris de constater que le verre de l'ampoule était devenu en quelque sorte beaucoup plus solide. Il s'avère qu'un bain court dans la solution de nettoyage la plus faible, pas assez long pour éliminer la gravure, provoque la formation de fossettes renforçant le verre.

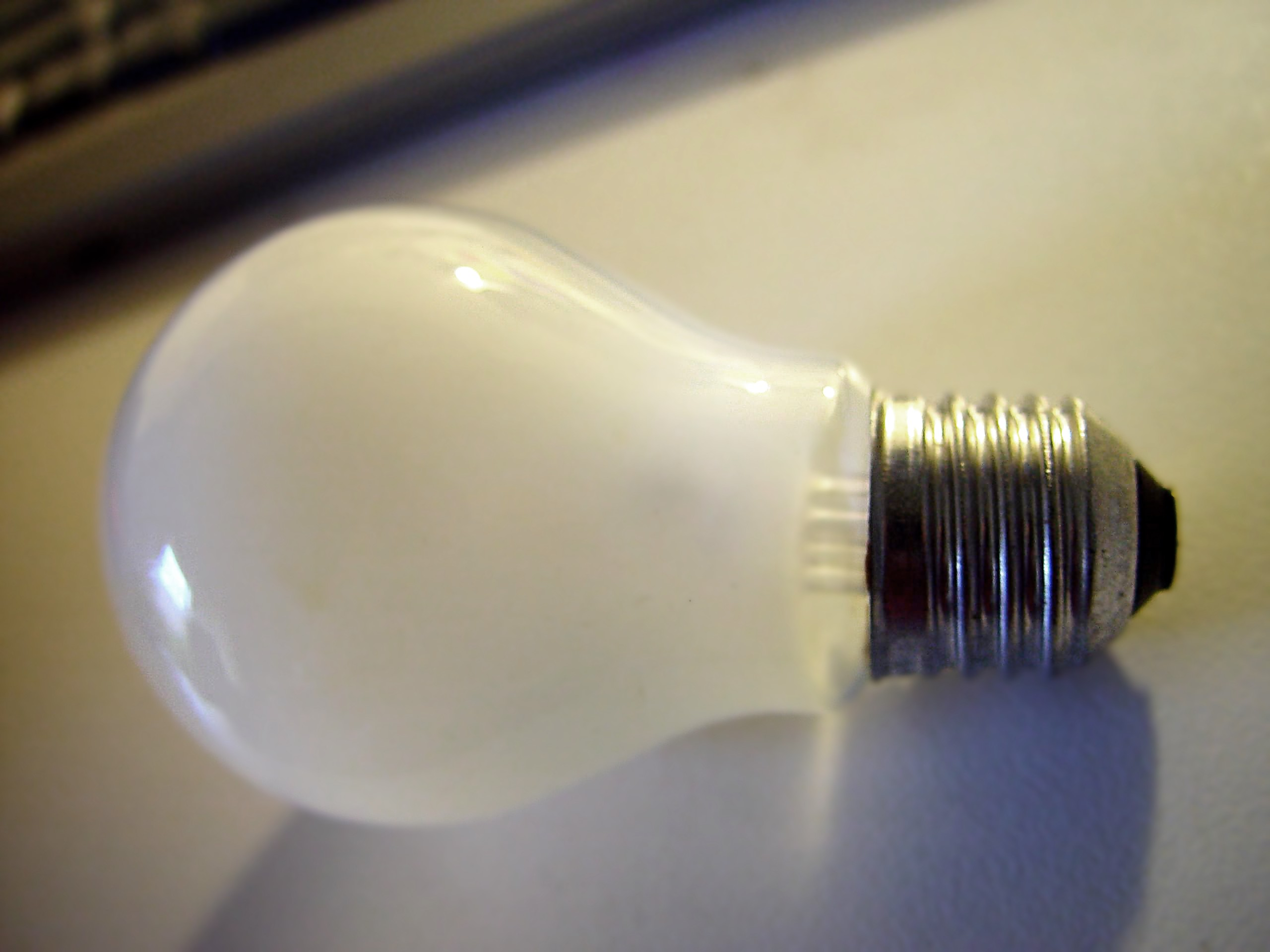
Ampoule givrée Soft-White.

Il fait ensuite une démonstration de la solidité de ses ampoules à son superviseur chez General Electric en démontrant plusieurs chutes à mi-hauteur, alors que même de faibles chutes suffisaient généralement à casser les autres ampoules existantes. La nouvelle ampoule dépolie de Pipkin révolutionne l'industrie, permettant la fabrication d'ampoules qui diffusent la lumière sans perdre beaucoup d'intensité et suffisamment solides pour être commercialement viables  . Il a continue à faire des innovations au sujet des ampoules et développe deux décennies plus tard l'ampoule Soft-White.
En 1947, il invente une version améliorée du processus avec un revêtement de silice qui a remplacé le processus de gravure à l'acide interne. Celui-ci est ensuite utilisé pendant 30 ans et porte le nom commercial "Q coat". 
Pipkin est également crédité d'avoir perfectionné l'ampoule du flash photo avec plusieurs brevets. Outre l'ampoule dépolie, Pipkin invente ou améliore de nombreux autres produits au cours de sa carrière chez General Electric. Les innovations de Pipkin sont notées dans des articles de magazines comme Time, Newsweek et Saturday Evening Post, ainsi que dans des revues scientifiques.

## Vie privée
Pipkin épouse Kathryn Patricia Enright (1896–1957) le 21 juillet 1919. Ils ont trois filles. 
Il est membre de la Loge maçonnique toscane, des Chevaliers de Pythias et de l'American Chemical Society. 
Il reçoit le prix Charles A. Coffin pour ses réalisations dans l'amélioration des lampes électriques.
Pipkin prend sa retraite du laboratoire  deGeneral Electric Nela Park en novembre 1954. Il s'installe ensuite à Lakeland, en Floride. Il décède d'un cancer à l'hôpital général de Lakeland le 7 janvier 1977, à l'âge de 87 ans. Il est enterré au cimetière Fitzgerald à Lakeland.